# Macroglossum regulus
A Macroglossum regulus a rovarok (Insecta) osztályának lepkék (Lepidoptera) rendjébe, ezen belül a szenderfélék (Sphingidae) családjába tartozó faj.

## Előfordulása
A Macroglossum regulus előfordulási területe India.

## Megjelenése
Felül a fej, a tor és a potroh első három szelvénye zöldes színűek. Szintén a potroh felső részén, a második és hetedik szelvényeken nagy és összeérő narancssárga foltok vannak. A többi szelvény barnásfekete. A hetedik szelvény tövében egy hófehér sáv látható. A tor alulsó része, a lábak és a potroh alsó részének az eleje krémszínűek. Szárnya felül gesztenyésvörös, míg alul mozaikszerű.

## Képek

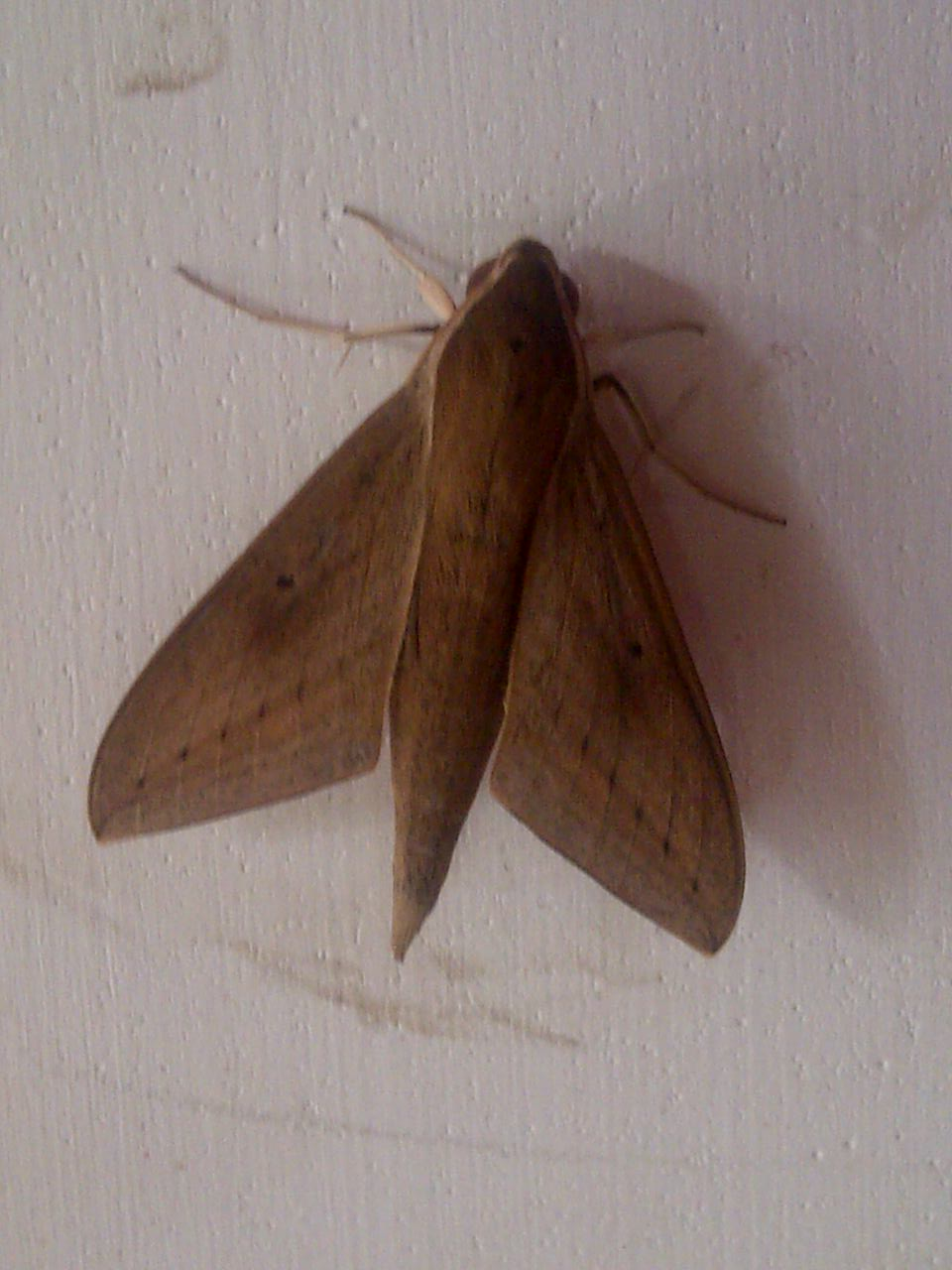

## Fordítás
- Ez a szócikk részben vagy egészben  a   Macroglossum regulus című angol Wikipédia-szócikk ezen változatának fordításán alapul.  Az eredeti cikk szerkesztőit annak laptörténete sorolja fel. Ez a jelzés csupán a megfogalmazás eredetét és a szerzői jogokat jelzi, nem szolgál a cikkben szereplő információk forrásmegjelöléseként.